# Robert Hegnauer
Robert Hegnauer (* 1. August 1919 in Aarau; † 14. April 2007 in Leiden) war ein Schweizer Botaniker, Pharmakologe und Chemiker, bekannt für seine Beiträge zur Chemotaxonomie von Pflanzen und Phytochemie.

## Leben
Hegnauer absolvierte nach dem Abitur eine Apothekerlehre (Apothekerexamen 1945 an der ETH Zürich), war ein Jahr in der Inselapotheke in Bern tätig und  wurde 1948 bei Hans Flück an der ETH Zürich  promoviert. Er war ab 1949 an der Universität Leiden, an der er 1952 zunächst Professor für Pharmazie (Pharmacognosie) und 1962 für Experimentelle Pflanzensystematik wurde. Er leitete das Labor für Experimentelle Pflanzensystematik (LEPS). 1979 wurde er emeritiert.
Er schrieb ein grundlegendes mehrbändiges Standardwerk zur Systematik von Pflanzen nach ihren chemischen Inhaltsstoffen (Chemotaxonomie), das rund 10.000 Seiten umfasst. Er befasste sich besonders mit Alkaloiden, Cyaniden, Senfölglycosiden, Iridoiden und Phenolen in Pflanzen. 
Er war Ehrenmitglied der Deutschen Botanischen Gesellschaft, Mitglied der Leopoldina (1972) und der Königlich Niederländischen Akademie der Wissenschaften (1973). 1971 wurde er Ehrendoktor der ETH Zürich (deren Flückiger-Medaille er 1976 erhielt) und 1987 der Universität Utrecht. Er war Ehrenmitglied der American Society of Pharmacognosy (1970), der Gesellschaft für Arzneipflanzenforschung (GA, 1978) und der Phytochemical Society of Europe. 1999 erhielt er den Egon-Stahl-Preis in Gold der Gesellschaft für Arzneipflanzenforschung und 1987 erhielt er die Medaille der Phytochemical Society of Europe. Er war korrespondierendes Mitglied der Botanical Society of America.
An seinem Institut gab er das Mitteilungsblatt Danseria heraus. Die umfangreiche Bibliothek von Hegnauer ging an das National-Herbarium der Niederlande.
Er war mit Minie Hegnauer-Vogelenzang verheiratet, mit der er eine Tochter und zwei Söhne hatte. Seine Frau war auch zuletzt Ko-Autorin von Hegnauers Standardwerk Chemotaxonomie.

## Schriften
- Chemotaxonomie der Pflanzen. Eine Übersicht über die Verbreitung und die systematische Bedeutung der Pflanzenstoffe. Birkhäuser, 13 Teile, 1962 bis 2001